# 아이섹 아젠
아이섹 아젠(Icek Ajzen 1942년생)은 매사추세츠 대학교 애머스트(University of Massachusetts Amherst)의 사회 심리학자이자 명예 교수이다. 그는 일리노이 대학교 어배너-섐페인(University of Illinois at Urbana-Champaign, 줄여서 UIUC)에서 박사 학위를 받았으며 마틴 피쉬베인(Martin Fishbein)과 함께 계획 행동 이론(theory of planned behavior)에 대한 그의 연구로 가장 잘 알려져 있다. 아젠(Ajzen)은 누적 연구 영향 측면에서 사회 심리학에서 가장 영향력있는 개인 과학자로 선정되었으며, 2013년 '실험적 사회 심리학 협회'(Society of Experimental Social Psychology ,SESP)에서 DSW(Distinguished Scientist Award)를 수상했다. 그의 연구는 광고, 건강 심리학, 환경 심리학 등 다양한 분야에 영향을 미쳤으며 2억 번 이상 인용되었다.

## 같이 보기
- 제임스 프로차스카
- 조셉 볼프(Joseph Wolpe)
- 기대-가치 이론